# Koprivshtitsa (huyện)
Koprivshtitsa là một huyện thuộc tỉnh Sofia, Bungaria. Dân số thời điểm năm 2001 là 2669 người.